# Дървовиден еониум
Дървовидният еониум (Aeonium arboreum), известен и като houseleek или ирландска роза, е сукулентен субтропичен подхраст в семейство цъфтящи растения Дебелецови (Crassulaceae).

## Описание
Дървовидният еониум има дебели месести листа, разположени в розетка, с които да преодоляват тежките условия в родината си Мексико. Достига височина 60 – 70 см. Обича светлината, но през горещите летни месеци трябва да се предпазва от силните слънчеви лъчи, които могат да влошат декоративния му ефект. При интензивно осветление листата сменят зеления си цвят до лилав. Цъфти с малки цветчета.

## Отглеждане
Добре се развива на по-високи температури, през зимата между 10 – 18 ºС. Не изисква много голяма въздушна влажност, понася засушавания. Полива се оскъдно, включително през лятото. Предпочита лека по механичен състав почва – субстрат от равни части пясък, листовка и компост, за да не се задържа вода.
Видът не се нуждае от торене. Размножава се през цялата година с връхни резници, които предварително се подсушават в пясък. Размножава се и със семена, но е по-трудно.

## Приложение
Дървовидният еониум цъфти, но е популярно декоративно растение заради своя листнодекоративен вид.

## Сортове
Включва следните сортове.
- Aeonium arboreum var. arboreum
- Aeonium arboreum var. holochrysum H.Y.Liu
- Aeonium arboreum var. rubrolineatum (Svent.) H.Y.Liu

## Галерия
- Съцветие
- Aeonium arboreum 'Atropurpureum'
- Aeonium arboreum 'Zwartkop'
- Ботаническа илюстрация
- Цвят отблизо
- Розетка от листа